# Casa de los Miralles (Catí)
La Casa de los Miralles o de los San Juan de Catí, en la comarca del Alto Maestrazgo, provincia de Castellón, es un edificio catalogado como Bien de Relevancia Local, con la categoría de Monumento de interés local, con códigoː 12.02.042-017, por estar incluido en el expediente del Conjunto histórico artístico de Catí, que está catalogado a su vez como Bien de Interés Cultural.
Está ubicado en la esquina formada por la calle Mayor y el callejón de la Casa de la Vila, conocido como el “Carreró del vent”.

## Historia
En un primer momento la Casa Miralles era conocida como Palacio de San Juan debido a que el propietario del terreno en el que se construyó la misma era Ramón San Juan, mercader y notario de Catí, así como albacea de Juan Spígol. La realización de la obra se concertó alrededor de 1452, comenzándose las obras en 1455, encargándose de la construcción el maestro Pedro Crespo, quien también obrara la capilla de la Pasión de la Iglesia Parroquial de la Asunción de María, conocida como “Capilla Spígol”, así como Luis Bellmunt.
En el año 1609 se produce el matrimonio entre Serafina San Juan (última descendiente de esta familia) y Miguel Miralles (hermano de Jaume Miralles, quien era el rector de la parroquia de Catí, y que procedía de Villafranca del Cid), el palacio se convirtió en la residencia de esta familia, por lo que su denominación acabó siendo "Casa Miralles" hasta la actualidad.
Sus características constructivas la convierten en uno bello ejemplo de la construcción civil gótica, lo cual le mereció ser reproducida, en el año 1929 en el “Pueblo Español”, construido para la  Exposición Internacional de Barcelona.
A principios del siglo XX la casa fue propiedad del barón de la Casa Blanca, quien la vendió con posterioridad, utilizándose actualmente como establecimiento de hostelería y bar.

## Descripción
Se trata de un ejemplo de arquitectura civil gótica, con fachada totalmente de fábrica de sillar, al menos en su fachada principal que da a la calle Mayor, en el que destacan fundamentalmente sus ventanas ojivales y las arcadas apuntadas de su interior.
Estas memorables ventanas góticas son ventanas geminadas con unos finos parteluces. Los arcos son conopiales y están decorados con tracerías y rematados por alfíces típicamente mudéjares.
Puede decirse que su exterior no difiere en características de las que presenta, al menos en el piso principal, la propia ”Casa de la Vila”. La planta baja y el piso principal quedan separados externamente, en la fachada principal (calle Mayor), mediante una moldura, mientras que la fachada lateral es de fábrica de mampostería.
El remate de la fachada se realiza en un alero de madera, que presenta un gran voladizo, con decoración del siglo XVIII.
Por último, como detalle decorativo en la fachada principal de la casa hay que destacar la presencia de un reloj de sol (datado del 1638, restaurado por la Fundación Blasco de Alagón en 2009), de tipo vertical y estilo clásico, labrado sobre piedra y hierro (utilizado para la fabricación del gnomon situado en la junta entre dos sillares), y pintadas las horas (que van desde las 5 de la mañana –de menor longitud- a la una del mediodía –la más larga-) sobre los sillares de la fachada del primer piso de la casa-palacio gótico del siglo XV, ubicado entre las dos ventanas góticas . Entrando junto con el escudo que está en esta fachada principal, en la catalogación de BIC que presenta esta fachada.
Interiormente ha sufrido muchas modificaciones de su estructura original, pese a lo cual todavía puede observarse en la parte posterior de la planta baja ciertas dependencias que realizar las veces de caballerizas, de la bodega e incluso de cocina. Mientras, en el piso superior se disponen los dormitorios.